# Slaget vid Wien
Slaget vid Wien (eller slaget vid Kahlenberg) var det slag som följde på belägringen av staden Wien som genomfördes av det Osmanska riket mellan maj och september 1683. 
I syfte att slutgiltigt besegra den österrikiske kejsaren utrustade den osmanske sultanen Mehmet IV i början av 1680-talet en armé på runt 200 000 man (förutom turkiska styrkor även kontingenter från vasallerna Bosnien, Ungern, Serbien, Albanien, Grekland och Krim). Sultanen satsade allt på ett kort och beslöt att försöka ta Wien. Krig förklarades i augusti 1682, och i början av april året därpå marscherade en här på 150 000 man under den osmanske storvesiren Kara Mustafa nordvästerut mot Wien.
Den flera månader långa belägringen inleddes på försommaren 1683. Wien sände ut desperata böner om hjälp och höll ut tillräckligt länge för att en polsk-tysk armé om 70 000 man under den polske kungen Johan III Sobieskis ledning kunde sättas upp och komma Österrike till undsättning. Den 10–11 september 1683 arrangerade Sobieski forcerat och mödosamt undsättningshären till strid över de kringliggande skogklädda bergen. Den 12 september stod den allierade undsättningskåren färdig till strid på fälten mellan Kahlenberg och det belägrade Wien. Efter en hel dags infanteri- och artilleristrider satte Sobieski in den ditintills största kavallerichocken i Europas historia; 20 000 ryttare anförda av en spjutspets på 3 000  polska bevingade husarer med sina långa och ihåliga lansar klöv och skingrade den osmanska hären som hävde belägringen och flydde i panik.

Johan III Sobieski i slaget vid Wien

I det fortsatta kriget förlorade osmanerna allt mer mark. Kara Mustafa avrättades i december samma år på order av sultanen. I freden i Karlowitz 1699 fick sultanen överlämna Ungern, Transsylvanien och Slavonien till Österrike.

## Den kristna undsättningsarmén
| Truppen                   | Fotfolk | Rytteri | Kanoner | Styrka |
| ------------------------- | ------- | ------- | ------- | ------ |
| Polsk-litauiska samväldet | 10.000  | 14.000  | 028     | 24.000 |
| Habsburgska monarkin      | 08.100  | 12.900  | 070     | 21.000 |
| Kurfurstendömet Bayern    | 07.500  | 03.000  | 026     | 10.500 |
| Schwabiska kretsen        | 07.000  | 02.500  | 012     | 09.500 |
| Kurfurstendömet Sachsen   | 07.000  | 02.000  | 016     | 09.000 |
| Totalt                    | 39.600  | 34.400  | 152     | 74.000 |